# Lebanon (New Hampshire)
Lebanon – miasto w Stanach Zjednoczonych, w stanie New Hampshire, w hrabstwie Grafton.